# 樊伷
樊 伷（はん ちゅう、生没年不詳）は、中国後漢末期から三国時代にかけての人物。本貫は荊州南陽郡。

## 生涯
荊州武陵郡の部従事を務めていた。この地は、樊城の戦いで関羽の勢力が駆逐されると劉備から孫権の支配下に移ったが、樊伷は異民族たちをも誘い入れて孫権に反旗を翻し、劉備に与した。
孫権配下の督はこの反乱鎮圧のため一万の兵を要請したが、孫権はまず潘濬を召し寄せて意見を求めた。これに対し潘濬は、「樊伷は南陽の古い家柄の出で、口先は達者ですが、真の弁論の才はありません。私の知るところによれば、樊伷は昔、同郷の人々を食事に招いたおり、なかなかその支度が整わず、自ら立ち上がる（支度の様子を窺う）こと十余回に上ったとのこと。これは侏儒は体の一節を見れば分かるという例です」と樊伷を軽んじる意見を述べ、差し向ける兵も五千で十分とした。
孫権は大笑いしてその進言を容れ、潘濬率いる五千の兵により樊伷は斬られ、乱は平定された。